# Valerij Zacharevitj
Valerij Vladimirovitj Zacharevitj (ryska: Валерий Владимирович Захаревич), född den 14 augusti 1967 i Bekobod, Uzbekiska SSR i Sovjetunionen (nu Uzbekistan), är en rysk fäktare som tog OS-silver i herrarnas lagtävling i värja i samband med de olympiska fäktningstävlingarna 1996 i Atlanta.